# 王建铎
王建铎（？—？），河南商邱人，是一名清朝政治人物。举人出身。
王建铎曾于1659年接替王有极任娄县知县一职，1660年由田绍前接任。